# Turul Spaniei 2010

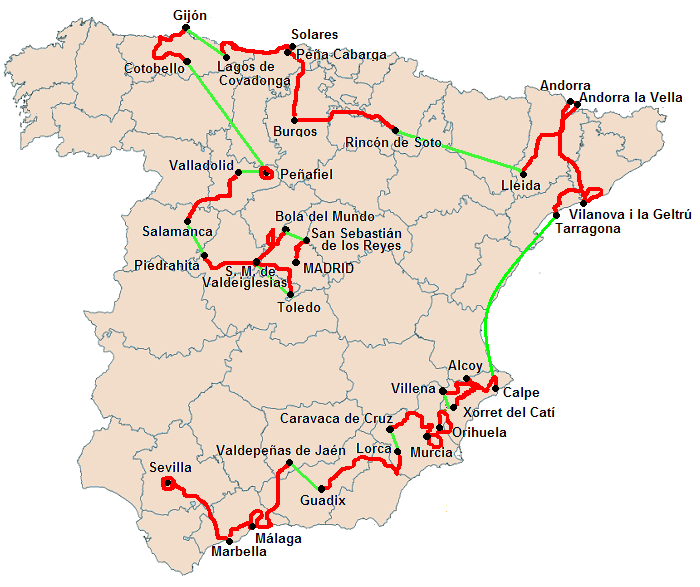
Traseul ediţiei 2010

Turul Spaniei 2010, cea de-a 64-a ediție a Turului Spaniei se desfășoară între 28 august și 19 septembrie 2010.
Etapa 1 a fost un contratimp pe echipe nocturn, în Sevillia.

## Traseul
Pentru această ediție au fost programate 21 de etape, pe o distanță de aprox. 3.350 de km.

### Profilul etapelor
- 9 etape de plat
- 7 etape de munte cu 3 sosiri la altitudine
- 3 etape intermediare
- 1 etapă contra-cronometru individual (46 km)

## Echipele participante
Pentru această ediție au fost selecționate 16 echipe și au fost invitate alte 6 echipe.
Team RadioShack nu a fost invitată în ediția din acest an.

### Echipele selecționate
| Franța - Ag2r La Mondiale - BBox Bouygues Telecom - Cofidis, le Crédit en ligne - FDJ | Spania - Caisse d’Epargne - Euskaltel-Euskadi - Footon – Servetto | Italia - Lampre – Farnese - Liquigas-Doimo |
| Belgia - Quick Step - Omega Pharma-Lotto                                              | SUA - Team HTC-Columbia - Garmin-Transitions                      | Kazakhstan - Astana (echipă de ciclism)    |
| Danemarca - Team Saxo Bank                                                            | Germania - Team Milram                                            | Olanda - Rabobank                          |

### Echipele invitate
| Spania - Andalucía-Cajasur - Xacobeo-Galicia | SUA - Garmin - Transitions | Marea Britanie - Team Sky | Rusia - Katusha Team | Elveția - Cervélo Test Team |

## Etapele programate
| #  | Dată          | Start                       | Sosire                        | Km           | Tip etapă    | Tip etapă                     | Câștigător                |
| -- | ------------- | --------------------------- | ----------------------------- | ------------ | ------------ | ----------------------------- | ------------------------- |
| 1  | 28 august     | Sevillia                    | Sevillia                      | 13           |              | Crontra-cronometru pe echipe  | Team HTC-Columbia (THR)   |
| 2  | 29 August     | Alcalá de Guadaíra          | Marbella                      | 173          |              | Etapă plată                   | Yauheni Hutarovich (FDJ)  |
| 3  | 30 August     | Marbella                    | Málaga                        | 156          |              | Etapă de munte                | Philippe Gilbert (OLO)    |
| 4  | 31 August     | Málaga                      | Jaén                          | 177          |              | Etapă intermediară            | Igor Antón (EUS)          |
| 5  | 1 Septembrie  | Guadix                      | Lorca                         | 194          |              | Etapă plată                   | Tyler Farrar (GRM)        |
| 6  | 2 Septembrie  | Caravaca de la Cruz         | Murcia                        | 144          |              | Etapă plată                   | Thor Hushovd (CTT)        |
| 7  | 3 Septembrie  | Murcia                      | Orihuela                      | 170          |              | Etapă plată                   | Alessandro Petacchi (LAM) |
| 8  | 4 Septembrie  | Villena                     | Xorret del Catí               | 188.8        |              | Etapă de munte                | David Moncoutie (COF)     |
| 9  | 5 Septembrie  | Calpe                       | Alcoi                         | 187          |              | Etapă intermediară            | David López (GCE)         |
|    | 6 Septembrie  | Zi de repaus                | Zi de repaus                  | Zi de repaus | Zi de repaus | Zi de repaus                  | Zi de repaus              |
| 10 | 7 Septembrie  | Tarragona                   | Vilanova i la Geltrú          | 173.7        |              | Etapă intermediară            | Imanol Erviti (GCE)       |
| 11 | 8 Septembrie  | Vilanova i la Geltrú        | Vallnord Sector Pal (Andorra) | 208          |              | Etapă de munte                | Igor Antón (EUS)          |
| 12 | 9 Septembrie  | Andorra la Vella (Andorra)  | Lleida                        | 175          |              | Etapă plată                   | Mark Cavendish (THR)      |
| 13 | 10 Septembrie | Rincón de Soto              | Burgos                        | 193.7        |              | Etapă plată                   | Mark Cavendish (THR)      |
| 14 | 11 Septembrie | Burgos                      | Peña Cabarga                  | 178.8        |              | Etapă de munte                | Joaquim Rodríguez (KAT)   |
| 15 | 12 Septembrie | Solares                     | Lagos de Covadonga            | 170          |              | Etapă de munte                | Carlos Barredo (QST)      |
| 16 | 13 Septembrie | Gijón                       | Alto de Cotobello             | 179.3        |              | Etapă de munte                | Mikel Nieve (EUS)         |
|    | 14 Septembrie | Zi de repaus                | Zi de repaus                  | Zi de repaus | Zi de repaus | Zi de repaus                  | Zi de repaus              |
| 17 | 15 Septembrie | Peñafiel                    | Peñafiel                      | 46           |              | Crontra-cronometru individual | Peter Velits (THR)        |
| 18 | 16 Septembrie | Valladolid                  | Salamanca                     | 153          |              | Etapă plată                   | Mark Cavendish (THR)      |
| 19 | 17 Septembrie | Piedrahita                  | Toledo                        | 200          |              | Etapă plată                   | Philippe Gilbert (OLO)    |
| 20 | 18 Septembrie | San Martín de Valdeiglesias | Bola del Mundo                | 168.8        |              | Mountain stage                | Ezequiel Mosquera (XGZ)   |
| 21 | 19 Septembrie | San Sebastián de los Reyes  | Madrid                        | 100          |              | Etapă plată                   | Tyler Farrar (GRM)        |
|    | TOTAL         | TOTAL                       | 3352.6                        | 3352.6       | 3352.6       | 3352.6                        | 3352.6                    |

## Evoluția clasamentelor
| Etapa | Câștigător de etapă       | Clasamentul general     | Clasamentul pe puncte    | Cel mai bun cățărător  | Clasamentul combinat    | Clasamentul pe echipe   |
| ----- | ------------------------- | ----------------------- | ------------------------ | ---------------------- | ----------------------- | ----------------------- |
| 1     | Team HTC-Columbia (THR)   | Mark Cavendish (THR)    | Mark Cavendish (THR)     | nu se acordă           | Mark Cavendish (THR)    | Team HTC-Columbia (THR) |
| 2     | Yauheni Hutarovich (FDJ)  | Mark Cavendish (THR)    | Yauheni Hutarovich (FDJ) | Mickael Delage (OLO)   | Javier Ramirez (ACA)    | Team HTC-Columbia (THR) |
| 3     | Philippe Gilbert (OLO)    | Philippe Gilbert (OLO)  | Philippe Gilbert (OLO)   | Serafín Martínez (XGZ) | Serafín Martínez (XGZ)  | Team HTC-Columbia (THR) |
| 4     | Igor Antón (EUS)          | Philippe Gilbert (OLO)  | Igor Antón (EUS)         | Serafín Martínez (XGZ) | Vicenzo Nibali (LIQ)    | Caisse d'Epargne (GCE)  |
| 5     | Tyler Farrar (GRM)        | Philippe Gilbert (OLO)  | Igor Antón (EUS)         | Serafín Martínez (XGZ) | Vicenzo Nibali (LIQ)    | Caisse d'Epargne (GCE)  |
| 6     | Thor Hushovd (CTT)        | Philippe Gilbert (OLO)  | Philippe Gilbert (OLO)   | Serafín Martínez (XGZ) | Philippe Gilbert (OLO)  | Caisse d'Epargne (GCE)  |
| 7     | Alessandro Petacchi (LAM) | Philippe Gilbert (OLO)  | Mark Cavendish (THR)     | Serafín Martínez (XGZ) | Philippe Gilbert (OLO)  | Caisse d'Epargne (GCE)  |
| 8     | David Moncoutie (COF)     | Igor Antón (EUS)        | Mark Cavendish (THR)     | Serafín Martínez (XGZ) | Vicenzo Nibali (LIQ)    | Caisse d'Epargne (GCE)  |
| 9     | David López (GCE)         | Igor Antón (EUS)        | Mark Cavendish (THR)     | David Moncoutié (COF)  | Vicenzo Nibali (LIQ)    | Caisse d'Epargne (GCE)  |
| 10    | Imanol Erviti (GCE)       | Joaquim Rodríguez (KAT) | Mark Cavendish (THR)     | David Moncoutié (COF)  | David Moncoutié (COF)   | Caisse d'Epargne (GCE)  |
| 11    | Igor Antón (EUS)          | Igor Antón (EUS)        | Igor Antón (EUS)         | David Moncoutié (COF)  | Igor Antón (EUS)        | Caisse d'Epargne (GCE)  |
| 12    | Mark Cavendish (THR)      | Igor Antón (EUS)        | Mark Cavendish (THR)     | David Moncoutié (COF)  | Igor Antón (EUS)        | Caisse d'Epargne (GCE)  |
| 13    | Mark Cavendish (THR)      | Igor Antón (EUS)        | Mark Cavendish (THR)     | David Moncoutié (COF)  | Igor Antón (EUS)        | Caisse d'Epargne (GCE)  |
| 14    | Joaquim Rodríguez (KAT)   | Vicenzo Nibali (LIQ)    | Mark Cavendish (THR)     | David Moncoutié (COF)  | Joaquim Rodríguez (KAT) | Caisse d'Epargne (GCE)  |
| 15    | Carlos Barredo (QST)      | Vicenzo Nibali (LIQ)    | Mark Cavendish (THR)     | David Moncoutié (COF)  | Joaquim Rodríguez (KAT) | Team Katusha (KAT)      |
| 16    | Mikel Nieve (EUS)         | Joaquim Rodríguez (KAT) | Mark Cavendish (THR)     | David Moncoutié (COF)  | Joaquim Rodríguez (KAT) | Team Katusha (KAT)      |
| 17    | Peter Velits (THR)        | Vicenzo Nibali (LIQ)    | Mark Cavendish (THR)     | David Moncoutié (COF)  | Joaquim Rodríguez (KAT) | Team Katusha (KAT)      |
| 18    | Mark Cavendish (THR)      | Vicenzo Nibali (LIQ)    | Mark Cavendish (THR)     | David Moncoutié (COF)  | Joaquim Rodríguez (KAT) | Team Katusha (KAT)      |
| 19    | Philippe Gilbert (OLO)    | Vicenzo Nibali (LIQ)    | Mark Cavendish (THR)     | David Moncoutié (COF)  | Joaquim Rodríguez (KAT) | Team Katusha (KAT)      |
| 20    | Ezequiel Mosquera (XGZ)   | Vicenzo Nibali (LIQ)    | Mark Cavendish (THR)     | David Moncoutié (COF)  | Vicenzo Nibali (LIQ)    | Team Katusha (KAT)      |
| 21    | Tyler Farrar (GRM)        | Vicenzo Nibali (LIQ)    | Mark Cavendish (THR)     | David Moncoutié (COF)  | Vicenzo Nibali (LIQ)    | Team Katusha (KAT)      |
| Final | Final                     | Vicenzo Nibali (LIQ)    | Mark Cavendish (THR)     | David Moncoutié (COF)  | Vicenzo Nibali (LIQ)    | Team Katusha (KAT)      |